# Concert per a flauta núm. 1 (Weinberg)
La Concert per a flauta núm. 1 per a orquestra de corda, op. 75, va ser compost per Mieczysław Weinberg el 1961. El Concert va ser escrit per al destacat flautista rus Aleksandr Kornéiev, que el va estrenar el 25 de novembre de 1961 a la Gran Sala del Conservatori de Moscou amb l'Orquestra de Cambra de Moscou dirigida per Rudolf Barxai, i que més tard en faria un enregistrament.

## Moviments
- I. Allegro molto
- II Largo
- III Allegro comodo

## Origen i context
En contrast amb l'ambiciós Concert per a violí estrenat a principis d'any, aquesta obra és més concisa però igualment brillant en contingut. Escrita mentre revisava les simfonies 3 i 4, es caracteritza per una atmosfera pastoral amb un to relativament fosc, que l'emparenta amb el Concert per a flauta de Nielsen. Però la influència més important prové del klezmer de les produccions als teatres jueus en què el compositor adolescent va ajudar el seu pare abans de la Segona Guerra Mundial.